# 热-里维耶尔
热-里维耶尔（法語：Gée-Rivière，法語發音：[ʒe ʁivjɛʁ]）是法国热尔省的一个市镇，属于米朗德区。该市镇于1822年由原市镇热村（Gée）和里维耶尔（Rivière）合并而成。

## 地理
热-里维耶尔（43°40'41"N, 0°11'21"W）面积2.74 平方千米，位于法国奧克西塔尼大區热尔省，该省份为法国西南部内陆省份，北起顺时针与洛特-加龙省、塔恩-加龙省、上加龙省、上比利牛斯省、大西洋比利牛斯省和朗德省接壤。
与热-里维耶尔接壤的市镇（或旧市镇、城区）包括：热尔省巴瑟洛讷、贝尔内德、科尔内扬、圣热尔梅。

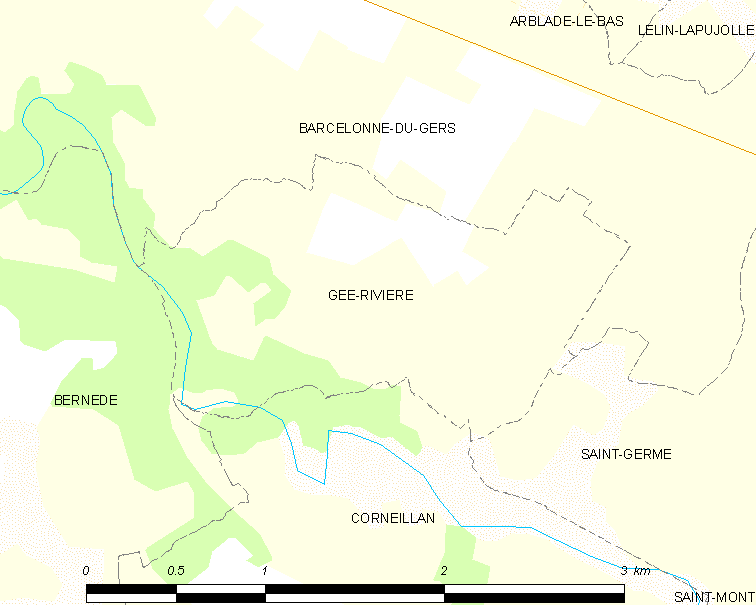
热-里维耶尔的OSM定位图

热-里维耶尔的时区为UTC+01:00、UTC+02:00（夏令时）。

## 行政
热-里维耶尔的邮政编码为32720，INSEE市镇编码为32145。

## 政治
热-里维耶尔所属的省级选区为热尔阿杜尔县。

## 人口

1962-2008年间热-里维耶尔人口变化图示

热-里维耶尔于2022年1月1日时的人口数量为44人。